# Nephotettix afer
Nephotettix afer är en insektsart som beskrevs av Ghauri 1968. Nephotettix afer ingår i släktet Nephotettix och familjen dvärgstritar. Inga underarter finns listade i Catalogue of Life.